# Canton de Sarre-Union
Le canton de Sarre-Union est une ancienne division administrative française, située dans le département du Bas-Rhin, en région Alsace.

## Géographie
Situé en Alsace bossue, le canton était le plus occidental du Bas-Rhin.

## Histoire
Par le décret du 18 février 2014, le canton est supprimé à compter des élections départementales de mars 2015. Il est englobé dans le canton d'Ingwiller.

## Composition
Le canton de Sarre-Union comprenait vingt communes et comptait 14 398 habitants, selon les chiffres des populations légales de 2011.
| Communes     | Population (2012) | Code postal | Code Insee |
| ------------ | ----------------- | ----------- | ---------- |
| Altwiller    | 418               | 67260       | 67009      |
| Bissert      | 154               | 67260       | 67047      |
| Butten       | 652               | 67430       | 67072      |
| Dehlingen    | 372               | 67430       | 67088      |
| Diedendorf   | 331               | 67260       | 67091      |
| Domfessel    | 312               | 67430       | 67099      |
| Harskirchen  | 836               | 67260       | 67183      |
| Herbitzheim  | 1 898             | 67260       | 67191      |
| Hinsingen    | 83                | 67260       | 67199      |
| Keskastel    | 1 585             | 67260       | 67234      |
| Lorentzen    | 209               | 67430       | 67274      |
| Oermingen    | 1 229             | 67970       | 67355      |
| Ratzwiller   | 249               | 67430       | 67385      |
| Rimsdorf     | 303               | 67260       | 67401      |
| Sarre-Union  | 3 017             | 67260       | 67434      |
| Sarrewerden  | 933               | 67260       | 67435      |
| Schopperten  | 399               | 67260       | 67456      |
| Siltzheim    | 656               | 67260       | 67468      |
| Vœllerdingen | 408               | 67430       | 67508      |
| Wolfskirchen | 354               | 67260       | 67552      |

## Représentation

### Conseillers généraux de 1833 à 1871 et de 1919 à 2015
| Période    | Période          | Identité                            | Étiquette                 | Qualité                                                                                        |
| ---------- | ---------------- | ----------------------------------- | ------------------------- | ---------------------------------------------------------------------------------------------- |
| 1833       | 1848             | Louis Mulotte                       |                           | Notaire à Saar-Union                                                                           |
| 1848       | 1871             | Auguste Mulotte (fils du précédent) |                           | Licencié en droit Notaire à Saar-Union                                                         |
| 1871       | 1919             | Occupation allemande                |                           |                                                                                                |
| 1919       | 1923 (décès)     | Max Karcher (1871-1923)             | Rad.                      | Industriel Maire de Sarre-Union (1902-1923)                                                    |
| 1923       | 1926 (décès)     | Octave de Langenhagen               | Rad.                      | Industriel à Sarre-Union                                                                       |
| 1926       | 1940             | Gaspard de Schlumberger             | Républicain démocrate     | Propriétaire - Maire d'Altwiller                                                               |
|            |                  |                                     |                           |                                                                                                |
| 1945       | 1950 (décès)     | Paul Dommel (1892-1950)             | DVD puis RPF              | Industriel à Sarre-Union                                                                       |
| 7 mai 1950 | 1955             | Georges Bronner                     | CNIP                      | Cultivateur, négociant, maire de Harskirchen, ancien conseiller d'arrondissement               |
| 1955       | 1979             | Louis Jung                          | MRP puis CD puis UDF      | Instituteur Sénateur (1959-1995) Maire d'Altwiller (1953-1959) Maire d'Harskirchen (1959-1995) |
| 1979       | 1998             | Marcel Wintzerith                   | UDF-CDS                   | Instituteur, maire de Sarre-Union                                                              |
| 1998       | 2011             | Denis Lieb                          | RPR puis Ind.             | Professeur d'économie, Sarre-Union                                                             |
| 2011       | 2012 (démission) | David Heckel                        | Unser Land (régionaliste) | Chef de projet                                                                                 |
| 2012       | 2015             | Marc Séné                           | UMP                       | Cadre Maire de Sarre-Union Élu en 2015 dans le Canton d'Ingwiller                              |

### Conseillers d'arrondissement (de 1833 à 1871 et de 1919 à 1940)
| Période                                  | Période | Identité                    | Étiquette              | Qualité |
| ---------------------------------------- | ------- | --------------------------- | ---------------------- | --- |
| 1833                                     | 1848    | Louis César Maugin          |                        | Négociant, maire de Saar Union                                                                              |
|                                          |         |                             |                        | |
| vers 1851                                | ?       | Jacques Freund              | Républicain socialiste | Propriétaire et négociant à Sarre-Union                                                                     |
|                                          |         |                             |                        | |
| av.1934                                  | 1940    | Georges Bronner (1886-1959) |                        | Propriétaire cultivateur, négociant en fourrages, maire de Harskirchen                                      |
| 1940                                     |         |                             |                        | Les conseils d'arrondissement ont été suspendus par la loi du 12 octobre 1940 et n'ont jamais été réactivés |
| Les données manquantes sont à compléter. |         |                             |                        | |

## Démographie
| 1962   | 1968   | 1975   | 1982   | 1990   | 1999   | 2006   | 2011   | 2012   |
| ------ | ------ | ------ | ------ | ------ | ------ | ------ | ------ | ------ |
| 13 994 | 14 379 | 14 189 | 14 145 | 14 227 | 14 503 | 14 475 | 14 398 | 14 378 |